# Kingsey Falls
Kingsey Falls, abenakiska Mamidapskidzowek, är en stad (kommun av typen ville) och tätort (centre de population) i provinsen Québec i Kanada. Den ligger i regionen Centre-du-Québec, i den sydöstra delen av landet, 280 km öster om huvudstaden Ottawa.